# 吡咯烷
吡咯烷（Pyrrolidine），又称四氫吡咯（Tetrahydropyrrole），是五元含氮的饱和杂环化合物。

## 性质
吡咯烷是无色透明有特殊氨气味的液体，见光或潮湿空气易变黄色，有毒。与水、乙醇、乙醚、氯仿混溶。四氢吡咯的衍生物广泛存在于许多天然产物中，如烟草中的成分尼古丁和蛋白质中的脯氨酸就是四氢吡咯的2-取代物。

## 制取
由吡咯的催化氢化而得。吡咯的氢化比呋喃要困难得多，在温和条件下不易氢化，在较高反应用铂催化氢化可得四氢吡咯。氢化后失去了吡咯环的芳香性，因此产物二氢吡咯（吡咯啉）和四氢吡咯的碱性都有所增强。

## 用途
用作医药原料、特殊有机溶剂，也用于有机合成。四氢吡咯作为仲胺，可以与酮类生成烯胺，这一点在有机合成上很有用。